# Jacques Duclos
Jacques Duclos (Louey, 2 ottobre 1896 – Montreuil, 25 aprile 1975) è stato un politico francese.
Nato in una famiglia povera, prese parte alla prima guerra mondiale e partecipò alla Battaglia di Verdun; catturato dai tedeschi, fu tenuto prigioniero per quasi un anno (dal 1917 fino alla fine del conflitto) ma nonostante ciò non volle mai rivelare ai nemici i piani dell'esercito francese, rischiando in tal modo di essere condannato a morte dalle truppe del kaiser.
Nel 1920 si iscrisse al Partito Comunista Francese e nel 1926 entrò nel comitato centrale del PCF; alle elezioni politiche di quell'anno si candidò nello stesso collegio di due politici molto più famosi di lui, Paul Reynaud e Léon Blum, e clamorosamente riuscì a sconfiggerli entrambi. Oltre ad essere membro del Parlamento francese fu responsabile della propaganda del PCF e vicepresidente dell'Assemblea Nazionale dal 1936 al 1940.
Stalinista, Jacques Duclos si mantenne sempre in posizione defilata all'interno del partito rimanendo così schiacciato dalle personalità di Maurice Thorez e di Benoît Frachon. Fu il rappresentante ufficiale del PCF all'interno del Comintern e del Cominform e nel 1938, su suggerimento dello stesso Stalin, propose al suo movimento di adottare la politica del Fronte Popolare e di allearsi con il Partito Socialista Francese.
Duclos partecipò volontariamente alla Guerra civile spagnola e fu attivo nella Resistenza partigiana anti-nazista. Al termine del secondo conflitto mondiale tornò ad occupare un seggio in Parlamento e dal 1954, un anno dopo la morte di Josif Stalin, cominciò lentamente a maturare una nuova ideologia politica che non poteva ancora dirsi eurocomunista ma che certamente era stata depurata dalle tracce di stalinismo.
In seguito alla morte di Maurice Thorez, nel 1964 si candidò alla segreteria del PCF ma fu sconfitto per pochi voti da Waldeck Rochet, di cui si accontentò di fare il vice. Nel 1969 si candidò alle elezioni presidenziali e a sorpresa riuscì a racimolare ben il 21,3%, record per un comunista transalpino. Non riuscì tuttavia ad approdare al secondo turno a causa di altre candidature minori come il socialista Gaston Defferre e il trozkista Alain Krivine, la delusione fu talmente grande che lo convinse ad abbandonare la politica attiva.